# That's All Right
"That's All Right", ook bekend als "That's All Right, Mama", is een nummer van de Amerikaanse zanger Arthur Crudup. In 1947 werd het uitgebracht als single. Het werd echter bekender als de debuutsingle van Elvis Presley. Deze versie werd in 1954 uitgebracht.

## Achtergrond
"That's All Right" is geschreven door Arthur Crudup, die het op 6 september 1946 in Chicago opnam. Een deel van de teksten zijn afkomstig uit een opname van Blind Lemon Jefferson uit 1926. De versie van Crudup werd in 1947 uitgebracht als single op het platenlabel RCA Victor. Het werd echter geen hit. Desondanks wordt het genoemd als een van de eerste rock-'n-rollnummers, aangezien het een van de eerste gitaarsolo's bevat. In 1949 werd de single opnieuw uitgebracht onder de titel "That's All Right, Mama".

## Versie van Elvis Presley
Op 5 juli 1954 nam Elvis Presley "That's All Right" op tijdens een sessie in de Sun Studio. Presley speelde de akoestische gitaar, Scotty Moore bespeelde de elektrische gitaar en Bill Black de contrabas. Het idee om het nummer te coveren ontstond tijdens een pauze, toen Presley een snellere versie van "That's All Right, Mama" improviseerde. Black begon mee te spelen, en Moore voegde zich ook bij het duo. Producer Sam Phillips vroeg aan het trio om opnieuw te beginnen zodat hij het op kon nemen. Presley veranderde een aantal regels van het nummer, zoals hij dat vaker zou doen. De volgende dag nam het trio "Blue Moon of Kentucky" op, dat op de B-kant van de single zou staan.
Phillips gaf een kopie van de single "That's All Right" (waarbij het woord "Mama" uit de titel is weggelaten) aan een aantal lokale diskjockeys. Op 7 juli 1954 werd deze voor het eerst gedraaid op het radiostation WHBQ. Presley wist dat dit zou gaan gebeuren en ging naar de bioscoop om zijn nervositeit tegen te gaan. Het publiek reageerde positief op de single, dat die dag veertien keer zou worden gedraaid op het station. Die avond ging Presley naar het station om een interview te geven, alhoewel hij niet wist dat de microfoon aan stond toen hij de vragen beantwoordde. Een belangrijke vraag die werd gesteld was naar welke school Presley ging; dit was een omslachtige manier om te vragen naar zijn huidskleur, aangezien blanke en zwarte kinderen destijds vanwege rassensegregatie naar andere scholen gingen.
Op 19 juli 1954 werd "That's All Right" officieel uitgebracht als single. Er werden twintigduizend kopieën van de single verkocht. Dit was niet genoeg om de nationale hitlijsten te halen, maar de single piekte wel op de vierde plaats in de hitlijsten in Memphis. In juli 2004 werd de single opnieuw uitgebracht ter gelegenheid van de vijftigste verjaardag van de originele uitgave. Het werd een hit in de Britse UK Singles Chart, waarin het tot de derde plaats kwam, en kwam in Australië, Canada, Ierland en Zweden ook in de hitlijsten terecht. In 2010 zette het tijdschrift Rolling Stone het nummer op plaats 113 in hun lijst The 500 Greatest Songs of All Time.
Crudup ontving nooit royalty's voor de versie van Presley. In de jaren '70 vonden meerdere rechtszaken plaats. Een van de zaken zou eindigden in een schikking, waarbij Crudup $ 60.000 in royalty's zou ontvangen, maar dit is nooit gebeurd.

## Overige versies
In 1955 nam Marty Robbins een countryversie van het nummer op, dat de zevende plaats behaalde in de Amerikaanse countrylijst. Daarnaast werd het op 16 juli 1963 opgenomen door The Beatles voor het BBC-radioprogramma Pop Go The Beatles. Deze versie verscheen in 1994 op het compilatiealbum Live at the BBC.